# Gewog di Ramjar
Il gewog di Ramjar è uno degli otto raggruppamenti di villaggi del distretto di Trashiyangtse, nella regione Orientale, in Bhutan.